# Luís Sanguin
Luís Sanguin (Cantanaro, 28 de março de 1877 – Porto Alegre, 1948) foi um escultor italiano radicado no Rio Grande do Sul.
Formou-se no Regio Instituto de Belas Artes de Veneza, em 1896, após oito anos de curso. Frequentou também a Escola de Belas Artes de Pádua, tendo depois emigrado para Buenos Aires. Com o final do surto de ornamentalismo arquitetônico na cidade, mudou-se para Porto Alegre, em 1906 ou 1908, integrando a equipe da firma de João Vicente Friedrichs.
Entre outras obras esculpiu a estátua representando a Imprensa, no alto da fachada do prédio do jornal A Federação, hoje Museu de Comunicação Social Hipólito José da Costa, o obelisco de Sepúlveda, doado pela comunidade portuguesa em 1935, para homenagear o centenário da Revolução Farroupilha.